# Cotinga vulturina
La cotinga vulturina (Gymnoderus foetidus) és un ocell de la família dels cotíngids (Cotingidae) i única espècie del gènere Gymnoderus Geoffroy Saint-Hilaire, É, 1809 .

## Hàbitat i distribució
Habita el bosc de ribera, clars i vegetació secundària a les terres baixes, des de l'est de Colòmbia i sud de Veneçuela i Guaiana, cap al sud, a través de l'est de l'Equador i est del Perú fins al nord i l'est de Bolívia i nord del Brasil amazònic.